# Łukasz Wyrzykowski
Łukasz Wyrzykowski (ur. 18 kwietnia 1977 w Choszcznie) – polski astrofizyk.

## Życiorys
Łukasz Wyrzykowski szkołę średnią ukończył w Choszcznie. Finalista Olimpiady Geograficznej (1994) oraz Astronomicznej (1995). W latach 1997–2001 studiował astronomię na Wydziale Fizyki Uniwersytetu Warszawskiego. W 2005 doktoryzował się tamże w dziedzinie nauk fizycznych, dyscyplina astronomia, specjalność astrofizyka, na podstawie dysertacji Mikrosoczewkowanie grawitacyjne w kierunku Centrum Galaktyki (promotor – Andrzej Udalski). W 2012 także na FUW habilitował się z nauk fizycznych w dyscyplinie astronomia, przedstawiając pracę Badanie ciemnej materii w Galaktyce za pomocą mikrosoczewkowania grawitacyjnego. W 2021 otrzymał tytuł naukowy profesora.
Jego zainteresowania naukowe obejmują soczewkowanie grawitacyjne, czarne dziury, transjenty, uczenie maszynowe.
Od 2001 do 2005 zawodowo związany z Obserwatorium Astronomicznym UW. Odbył w międzyczasie staże naukowe na Uniwersytecie Telawiwskim (2003–2004) oraz The University of Manchester (2004–2005) Od 2005 do 2015 pracował naukowo na University of Cambridge. Był tam zaangażowany m.in. w pracę nad sondą kosmiczną Gaia. Od 2011 ponownie w Obserwatorium Astronomicznym UW. Od 2000 członek projektu OGLE. Członek Komitetu Astronomii Polskiej Akademii Nauk. Stypendysta programu Fulbrighta.
Od 1994 do 1996 był stypendystą Krajowego Funduszu na rzecz Dzieci, z którym później współpracował jako tutor. Od 1992 do 1996 działał w Klubie Astronomicznym Almukantarat. Gra na pianinie, klarnecie, saksofonie. W latach 2005–2009 prowadził chór polskiej parafii w Cambridge.